# イェイ
イェイ(英語：Yei)は、南スーダン南部のエクアトリア地方南部のイェイ川州の州都。
2014年の人口は26万720人。
ウガンダやコンゴ民主共和国との国境貿易が盛んである。
イェイ空港が有る。

## 歴史
元々カクワ人やバリ人、バカ人、ムンドゥ人、アブカヤ人、ポジュル人、ギムヌ人、アザンデ人が暮らしていた。
1917年、イギリスの宣教師がイェイ川北岸に小さな診療所と小学校、役所を建設したのが町の始まりである。
1955年～1972年の第一次スーダン内戦の後、多くの国民がイェイに戻った。
ウガンダやコンゴ民主共和国との国境貿易拠点として栄え、「小ロンドン」と呼ばれた。
1983年、第二次スーダン内戦が開戦した。
1997年3月10日、スーダン人民解放軍(SPLA)が占領した。
SPLAはイェイを要塞化し、駐屯地にした。
その為、スーダン武装軍(SAF)による空襲や砲撃を受けた。
避難した住民以上にSPLAの兵士が集められ、人口は増加した。
2005年、包括和平合意が結ばれ、第二次スーダン内戦が終結した。
国内やウガンダ、コンゴ民主共和国に避難していた住民が、故郷ではなくイェイに大量に移住した。

## 人口
- 1983年：2万3400人
- 2006年：6万人
- 2010年：17万1400人
- 2011年：18万5000人
- 2014年：26万720人

## 教育
- イェイ農業機械大学（英語版）

## 農業
- 珈琲
- キャッサバ

## 銀行
- 公正銀行南スーダン有限会社（英語版）
- 象牙銀行（英語版）
- ケニア商業銀行南スーダン有限会社（英語版）

## 交通
- イェイ空港（英語版）